# Marius Gherman
Marius Gherman (né le 14 juillet 1967 à Sibiu) est un gymnaste roumain. Il participe aux Jeux olympiques d'été de 1988 et aux Jeux olympiques d'été de 1992. En 1988, il remporte la médaille de bronze dans l'épreuve de la barre fixe. Lors des Championnats du monde de 1993, toujours dans la même épreuve, il remporte la médaille d'argent. Enfin, lors de sa carrière sportive, il remporte également des médailles de bronze européennes en saut de cheval et aux barres parallèles.

## Palmarès

### Jeux olympiques
- Jeux olympiques de 1988 à Séoul,  Corée du Sud
  -  médaille de bronze.